# Prêmio Jabuti - Livro do Ano Não Ficção
Livro do Ano Não Ficção é uma das categorias do Prêmio Jabuti, tradicional prêmio brasileiro de literatura que é realizado desde 1959.

## História
A categoria "Livro do Ano Não Ficção" foi criada em 1993, dois anos depois da criação da categoria equivalente para livros de ficção, com o objetivo de oferecer um prêmio em dinheiro maior do que o das demais categorias. O primeiro vencedor foi Caco Barcellos com o livro-reportagem Rota 66 - A História da Polícia que Mata.
Diferente das categorias tradicionais do Prêmio Jabuti, que são escolhidas por três jurados cujos nomes ficam em sigilo até a cerimônia de premiação, o vencedor da categoria "Livro do Ano Ficção" é escolhido a partir de votação realizada entre os profissionais do mercado editorial, que escolhem um dos livros vencedores nas categorias de não ficção (em 2017 eram: "Arquitetura, Urbanismo, Artes e Fotografia", "Biografia", "Engenharias, Tecnologias e Informática", "Ciências Humanas", "Ciências da Natureza, Meio Ambiente e Matemática", "Ciências da Saúde", "Comunicação", "Didático e Paradidático", "Direito", "Economia, Administração e Negócios, Turismo, Hotelaria e Lazer", "Educação e Pedagogia", "Gastronomia", "Psicologia, Psicanálise e Comportamento", "Reportagem e Documentário" e "Teoria / Critica Literária, Dicionários e Gramáticas"). Até 2010, os três primeiros colocados de cada categoria era elegíveis por serem, pelo regulamento, considerados vencedores. A partir de 2011, apenas a obra contemplada com o primeiro lugar passou a ser elegíveis para o "Livro do Ano Não Ficção".
Em 2018, as categorias "Livro do Ano Ficção" e "livro do Ano Não Ficção" foram reunidas em apenas uma, chamada simplesmente "Livro do Ano", com uma premiação em dinheiro de valor maior do que nos anos anteriores e contemplando os livros dos Eixos Literatura e Ensaios (portanto, voltando tanto para livros de ficção quanto de não ficção).

## Vencedores
| Ano  | Vencedor(a)                                                | Obra                                                                      | Editora                | Nota(s) |
| ---- | ---------------------------------------------------------- | ------------------------------------------------------------------------- | ---------------------- | ------- |
| 1993 | Caco Barcellos                                             | Rota 66 - A História da Polícia que Mata                                  | Record                 | [ 11 ]  |
| 1994 | Gilberto Dimenstein                                        | O Cidadão de Papel                                                        | Ática                  |         |
| 1995 | Stephen Charles Kanitz                                     | O Brasil que dá Certo                                                     | Makron Books           |         |
| 1996 | Ruy Castro                                                 | Estrela Solitária                                                         | Companhia das Letras   |         |
| 1997 | Roberto Campos                                             | Antologia do Bom Senso                                                    | Topbooks               |         |
| 1998 | Carmen Lúcia Azevedo, Márcia Camargos e Vladimir Sacchetta | Monteiro Lobato - Furacão na Botocúndia                                   | Senac                  |         |
| 1999 | Lilia Moritz Schwarcz                                      | As Barbas do Imperador                                                    | Companhia das Letras   |         |
| 2000 | Dráuzio Varella                                            | Estação Carandiru                                                         | Companhia das Letras   |         |
| 2001 | Fernando Morais                                            | Corações Sujos                                                            | Companhia das Letras   |         |
| 2002 | Ruth Rocha e Anna Flora                                    | Escrever e Criar. Uma Nova Proposta!                                      | FTD                    |         |
| 2003 | João Paulo Capobianco                                      | Biodiversidade na Amazônia Brasileira                                     | Estação Liberdade      |         |
| 2004 | Caco Barcellos                                             | Abusado                                                                   | Record                 |         |
| 2005 | Francisco Alberto Madia de Souza                           | Os 50 Mandamentos do Marketing                                            | M.Books                |         |
| 2006 | Ruy Castro                                                 | Carmen - Uma Biografia                                                    | Companhia das Letras   |         |
| 2007 | Ivana Jinkings e Emir Sader                                | Latinoamericana: Enciclopédia Contemporânea da América Latina e do Caribe | Boitempo Editorial     |         |
| 2008 | Laurentino Gomes                                           | 1808                                                                      | Globo Livros           |         |
| 2009 | Marisa Lajolo e João Luís Ceccantini (organizadores)       | Monteiro Lobato: Livro a Livro                                            | UNESP                  |         |
| 2010 | Maria Rita Kehl                                            | O Tempo e o cão                                                           | Boitempo Editorial     |         |
| 2011 | Laurentino Gomes                                           | 1822                                                                      | Globo Livros           |         |
| 2012 | Miriam Leitão                                              | Saga brasileira: a longa luta de um povo por sua moeda                    | Record                 |         |
| 2013 | Audálio Dantas                                             | As Duas Guerras de Vlado Herzog                                           | Civilização Brasileira |         |
| 2014 | Laurentino Gomes                                           | 1889                                                                      | Globo Livros           |         |
| 2015 | Marcelo Godoy                                              | A Casa da Vovó - Uma Biografia do Doi-Codi                                | Alameda                |         |
| 2016 | Nei Lopes e Luiz Antonio Simas                             | Dicionário da História Social do Samba                                    | Civilização Brasileira |         |
| 2016 | Eduardo Jardim                                             | Eu sou trezentos: Mário de Andrade – Vida e Obra                          | Edições de Janeiro     |         |
| 2017 | Magda Soares                                               | Alfabetização: a questão dos métodos                                      | Contexto               |         |